# Huitain
Un huitain est une strophe ou un poème de huit vers, hétérométrique ou isométrique, et dont la césure strophique se situe généralement entre le quatrième et le cinquième vers.

## Exemple
Poème de Clément Marot
Plus ne suis ce que j’ai été
Et ne le saurois jamais être.
Mon beau printemps et mon été
Ont fait le saut par la fenêtre.
Amour, tu as été mon maître,
Je t’ai servi sur tous les dieux;
O si je pouvois deux fois naître,
Comment je te servirois mieux !